# Liste der Olympiasieger im Lacrosse
Die Liste der Olympiasieger im Lacrosse führt sämtliche Sieger sowie die Zweit- und Drittplatzierten der Lacrossewettbewerbe bei den Olympischen Sommerspielen auf. Lacrosse war bisher nur zweimal olympisch: 1904 in St. Louis und 1908 in London.
| Olympia | Gold | Silber | Bronze |
| ------- | --- | --- | --- |
| 1904    | Kanada (Winnipeg Shamrocks)Élie Blanchard William Brennaugh George Bretz William Burns George Cattanach George Cloutier Sandy Cowan Jack Flett Benjamin Jamieson Stuart Laidlaw Hilliard Lyle Lawrence Pentland | Vereinigte Staaten (St. Louis Amateur Athletic Association)Hugh Grogan J. W. Dowling W. R. Gibson Tom Hunter William Murphy William Partridge George Passmore William Passmore W. J. Ross Jack Sullivan Albert Venn A. M. Woods | Kanada (Mohawk Indians of Canada)Black Hawk Black Eagle Almighty Voice Flat Iron Spotted Tail Half Moon Lightfoot Snake Eater Red Jacket Night Hawk Man Afraid Soap Rain in Face |
| 1908    | KanadaPatrick Brennan John Broderick George Campbell Gus Dillon Frank Dixon Richard Duckett Tommy Gorman Ernest Hamilton Henry Hoobin Clarence McKerrow George Rennie Alexander Turnbull                        | GroßbritannienGeorge Alexander George Buckland Eric Dutton Sydney Hayes Wilfrid Johnson Edward Jones Reginald Martin Gerald Mason Johnson Parker-Smith Hubert Ramsey Charles Scott Norman Whitley                               | |